# The Rubinoos
The Rubinoos são uma banda norte-americana de power pop, formada em 1973 por Tommy Dunbar e Jon Rubin. Lançaram seu primeiro álbum, contendo a cover de Tommy James and the Shondells, "I Think We're Alone Now", em 1977.  Em 1978, sai seu segundo disco, contendo "I Wanna Be Your Boyfriend". Também são autores de duas músicas presentes na trilha sonora do filme A Vingança dos Nerds. Depois de um tempo relativamente longo de pausa a partir de meados da década de 80, recomeçaram suas atividades com força no fim do século XX. De acordo com o Allmusic, "por um breve momento, os Rubinoos pareciam ser a última esperança para o pop puro, carregando a tradição dos Raspberries com uma engajada combinação de bubblegum inocente e power pop". O livro The Virgin Encyclopedia of The Seventies Music cita que o "The Rubinoos faz reverência à grande tradição do pop da Inglaterra, como The Hollies e The Beatles". Seu nome deriva do sobrenome de seu vocalista, Jon Rubin.

## História

### 1973-1985: Começo, Beserkley, Warner, fim
Formada em 1973 pelos adolescentes Tommy Dunbar (guitarra, teclados e vocais) e Jon Rubin (vocais principais e guitarra) em Berkeley (na San Francisco Bay Area, Califórnia), a banda começou tocando em festas de escola. The Virgin Encyclopedia of The Seventies Music cita que, por esta época, tocavam covers como "Sugar, Sugar" do Archies. Após curto período, entram Royse Ader no baixo e Donn Spindt na bateria. Assinam contrato com a gravadora Beserkley Records, de Matthew King Kaufman, lançando a música "Gorilla" em 1975, cover de um lado B do grupo The DeFranco Family, na coletânea de artistas Beserkley Chartbusters, Volume 1. Lin Brehmer comenta que "é um título curioso, porque nenhum dos artistas do álbum é campeão nas cartas". A entrada do grupo se deve ao fato de que o irmão de Tommy, o guitarrista Robbie Dunbar, pertencia à banda Earth Quake, pela mesma gravadora. Os Rubinoos também foram a banda de apoio nas gravações de "The New Teller" e "Government Center", músicas de Jonathan Richman, lançadas na mesma coletânea.
Sua estreia em álbum ocorre no ano de 1977 com The Rubinoos, disco homônimo, gravado no início de 76 e que contém a cover de Tommy James and the Shondells, "I Think We're Alone Now". Esta música atingiu a posição #45 em 14 de maio do mesmo ano, segundo a Billboard. O Allmusic, em sua resenha sobre o disco de estreia, comenta que "esta pequena gema é uma celebração da música pop. Não existe outra maneira de descrever este disco. Melodias cativantes que, com exuberância e alegria, fazem-no ser tão divertido, agora, como era quando foi lançado pela primeira vez". O site da banda cita que Gene Sculatti, da The New York Rocker, o chamou de "melhor álbum pop da década" e que aparições na Dick Clark’s American Bandstand, The Rolling Stone 10th Anniversary TV Special, e em numerosas revistas para adolescentes, colocaram o Rubinoos na consciência pop americana. Também certa projeção na Europa, Japão e Austrália, acabou por trazê-los a uma turnê europeia por lugares como Alemanha, Países Baixos e Inglaterra; tocando em programas como Rockpalast, Old Grey Whistle Test e Rock Goes to College. O segundo single do álbum, "Nothing a Little Love Won't Cure", não obteve sucesso por problemas de distribuição. Outra canção do disco, "Rock and Roll is Dead", tornou-se bem requisitada nas apresentações. [carece de fontes?]
1978 foi o ano de lançamento de seu segundo disco, Back to The Drawing Board, contendo a música "I Wanna Be Your Boyfriend". De acordo com Eric Olsen, em sua biografia de 3 páginas sobre a Beserkley Records, Kaufman disse que "I Wanna Be Your Boyfriend" havia sido gravada na Inglaterra e foi tocada pela BBC mais do que qualquer outra música de seu selo. Seu maior desgosto foi perceber que os adolescentes estavam interessados em bandas como Sex Pistols, e não em grupos de caras românticos e certinhos (página 3). O insucesso de vários de seus artistas acabou por levar a Beserkley ao fim, em 1980. Mesmo assim, a revista Music Week elegeu a música citada como "gravação do ano", e a própria banda cita que sua projeção os levou a abrir shows de Elvis Costello em sua passagem pelos Estados Unidos.
O fim da Beserkley Records também quase foi o fim do Rubinoos. Neste período, perderam os integrantes Royse Ader e Donn Spindt.  Assinam contrato com a Warner Bros. e recebem a produção e mixagem de Todd Rundgren (ex integrante da banda Nazz) num EP 12” de cinco músicas, ironicamente conhecido como Party of Two e lançado em 1983. As gravações foram juntamente com os integrantes da banda Utopia, de Rundgren, Kasim Sulton, Willie Wilcox e Roger Powell; incluindo a utilização de baterias eletrônicas. Destacam-se as músicas "If I Had You Back" (com clipe veiculado pela MTV) e "The Girl". Novamente o relativo insucesso os leva a romper com a Warner.
Um ano após Party of Two, participam com as músicas "Breakdown" e "Revenge of The Nerds" da trilha sonora do filme A Vingança dos Nerds. Esta é a fase em que, segundo o site oficial da banda, se deixa para trás sua reputação passada e se iniciam outras atividades.

### 1998-atualidade: Retorno, carreira Independente
Duas coletâneas são lançadas no início da década de 90. Ambas contém material inédito. A primeira sai em 1993 e se chama Basement Tapes, sendo resultante de uma demo tape distribuída num show de reunião da banda em 1992. De acordo com o Allmusic, "Basement Tapes é uma coleção de demos de estúdio, gravadas entre 1980 e 1981, destinadas a um álbum que nunca fora lançado”. Em 1995, a revista Billboard o escolhe como um dos melhores lançamentos. A outra coletânea é de 1994 e trata-se de uma compilação de demos inéditas, versões alternativas e outras curiosidades, que abrange um período que vai de 1973 até 1985, chamada Garage Sale. A presença de músicas da banda em coletâneas de power pop como Yellow Pills  ajuda a reacender o culto entre os novos fãs.
Em 1989, Jon se junta a um grupo de música a cappella denominado The Mighty Echoes, lançando o filme Wilder Napalm; e o guitarrista Tommy Dunbar, além de produzir quase a totalidade do material da nova banda de Jon, resolve chamar Donn Spindt novamente para assumir a bateria, recrutando para o baixo e vocais Al Chan, que havia substituído Royse Ader nos últimos tempos do Rubinoos. Após a entrada de John Seabury no baixo, Al Chan foi para o violão. A banda se chamava Vox Pop. Apesar de gravar material entre 1989 e 1990, só veria lançamento oficial de seu disco ao final da década, em 1998. No mesmo ano, Jon Rubin se reúne com Tommy Dunbar, Donn Spindt e Al Chan, na volta do Rubinoos. Problemas pessoais levam Donn Spindt a se afastar, e a banda contrata o baterista Scott Mathews. Paleophonic, produzido por Kevin Gilbert, abre com a vibrante "Amnesia". O texto no Allmusic comenta que "embora muito tempo tivesse se passado entre suas últimas gravações e estas, parece que o tempo parou entre ambas as sessões". O disco foi relançado, novamente, em 2000; havendo uma versão com a cover de "Cruisin' Music" do Raspberries e, em ambas, o tema de Star Trek em versão surf music, "Surf Trek".
No outono de 1999, esta nova formação do grupo toca no festival de power pop IPO (International Pop Overthrow), sendo sua aparição a atração do evento. Em 2002, aparece uma reunião de versões de músicas de outros artistas, tocadas pelo The Rubinoos junto com o baterista profissional Nick D'Virgilio e a tecladista Susie Davis, conhecida por Crimes Against Music. As versões incluem músicas dos artistas Eurythmics, American Breed, Elvis Costello, Del Shannon, Polly Brown, The Sweet, Flamin' Groovies, Todd Rundgren and Utopia, Looking Glass, Lou Christie, The Yardbirds, The Beach Boys e Rock 'n' Roll Dubble Bubble Trading Card Company. Também é em setembro de 2002 que gravam um show ao vivo no Japão, para lançá-lo como Live In Japan em 2004. Em 2005, sai um novo álbum de material inédito da banda, novamente com Nick D'Virgilio, Twist Pop Sin. O disco foi produzido pelo mesmo produtor dos dois primeiros álbuns da banda, Gary Phillips. Um ano após, é relançada uma nova edição de Basement Tapes. Em 2007, a banda processa a cantora Avril Lavigne por plágio da canção "I Wanna Be Your Boyfriend" em seu single "Girlfriend". Ela afirmou que nunca tinha ouvido este som (nem ouvido falar desta banda) em sua vida, dizendo que a música deles copia o refrão de uma música dos Stones e outra do Ramones. O processo foi arquivado. 2007 também foi o ano da turnê deles pelo Japão, para apoiar o disco duplo One Two That's It, com músicas da banda e covers de Frank Zappa, Raspberries, Tommy Roe, Love, The Monkees, The Hollies, além do lançamento, em Londres, da coletânea em CD triplo, Everything You Always Wanted to Know About The Rubinoos, contendo todo o material da Beserkley Records e um show ao vivo, no Hammersmith Odeon, de sua fase inicial, em um dos discos. Em 2009, a banda está na Espanha para divulgar a coletânea HodgePodge, lançada por lá.
Em 2010, dois novos discos são lançados. O álbum de músicas para crianças, Biff Boff Boing!, e o disco Automatic Toaster. Ambos contém versões da música "Earth Number One", sendo que Automatic Toaster também contém a cover de "Blame It on the Pony Express", da banda Johnny Johnson and the Bandwagon, e de "Black Is Black", do Los Bravos. Segundo David Rokeach, que tocou bateria em Biff Boff Boing, o disco tem covers de "Sugar, Sugar", do Archies, e de "Boris The Spider", do The Who, acrescentando a tecladista Susie Davis nas sessões. Em fevereiro de 2011, lançam o single de "The Rumble Under My Hood" (com Donn Spindt na bateria), por ocasião de sua passagem pelo Japão e, em 2012, lançam a coletânea The Rubinoos The Best of. Em novembro, fazem uma turnê pela Espanha com a banda Suzy & Los Quattro.

## Discografia

### Álbuns de estúdio
- The Rubinoos (1977) - Beserkley Records
- Back to The Drawing Board (1978) - Beserkley Records
- Paleophonic (1998) - Pynotic Records
- Crimes Against Music (2002) - Air Mail Recordings
- Twist Pop Sin (2005) - Air Mail Recordings
- Biff Boff Boing! (2010) - Pynotic Records
- Automatic Toaster (2010) - Air Mail Recordings

### EP
- Party of Two (1983) - Warner Bros. Records

### Álbuns ao vivo
- Live In Japan (2004) - Air Mail Recordings

### Coletâneas
- Basement Tapes (1993) - One Way Records
- Garage Sale (1994) - Big Deal Records
- Everything You Always Wanted to Know About The Rubinoos (2007) - Sanctuary Records/Castle Music
- One Two That's It (2007) - Air Mail Recordings, coletânea japonesa
- HodgePodge (2009) - Wild Punk, coletânea espanhola
- The Rubinoos The Best of (2012) - Air Mail Recordings

### Singles
- "I Think We're Alone Now" / "As Long As I'm With You" (1976) - Beserkley Records (EUA) / (1977) - Beserkley Records (UK)
- "Nothin A Little Love Won't Cure" / "Leave My Heart Alone" (1977) - Beserkley Records (EUA)
- "Hard To Get" / "Memories" (1977) - Beserkley Records (UK)
- "Rock And Roll Is Dead" / "I Never Thought It Would Happen" (1977) - Beserkley Records (UK)
- "I Wanna Be Your Boyfriend" / "Gorilla" (1978) - Beserkley Records (EUA / UK)
- "Falling In Love" / "Leave My Heart Alone" (1978) - Beserkley Records (UK)
- "Hold Me" / "Lightning Love Affair" (1979) - Beserkley Records (EUA / UK)
- "The Rumble Under My Hood" / "Just A Matter of Time" (2011) - Air Mail Recordings (Japão)

### Músicas em coletâneas de power pop
- DIY: Shake It Up! - American Power Pop II (1978-80) (1993) - Rhino Records (música "I Wanna Be Your Boyfriend")
- Yellow Pills - The Best of American Pop! Volume 1 (1993) - Big Deal Records (música "The Girl")
- Yellow Pills - More of the Best of American Pop! Volume 2 (1994) - Big Deal Records (música "Stop Before We Start")
- Poptopia! Power Pop Classics of The '70s (1997) - Rhino Records (música "I Wanna Be Your Boyfriend")